# Get Your Body Beat
Get Your Body Beat è il quinto album (EP) dei Combichrist.

## Tracce
1. Get Your Body Beat (Album Version) - 4:35
2. Products (Life Composer Version) - 5:13
3. What The Fcuk (Exclusive Track) - 5:53
4. Get Your Body Beat (Käpt'n K Mix by Sascha Konietzko KMFDM) - 4:11
5. Get Your Body Beat (Rotten Blood Remix by Amduscia) - 4:46
6. Get Your Body Beat (Spetsnaz) - 3:31
7. Get Your Body Beat (Shooting Up Remix by Point 45) - 4:54
8. Get Your Body Beat (Tortured Remix by Manufactura) - 5:30
9. Get Your Body Beat (Sergio Mesa) - 7:02
10. DNA AM (Exclusive Track) - 7:10